# انتخابات الرئاسة السريلانكية 2015
انتخابات الرئاسة السريلانكية 2015 هي الانتخابات الرئاسية التي جرت في 8 يناير 2015، في سريلانكا، لانتخاب رئيس سريلانكا، فاز بالانتخابات مايتريبالا سيريسينا.

## معرض صور

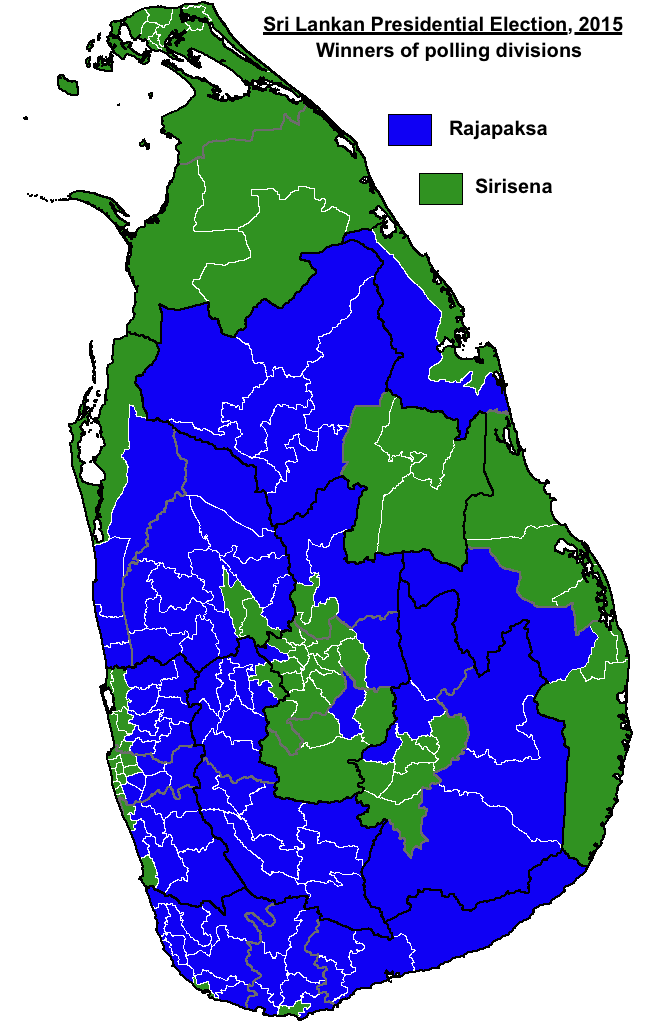
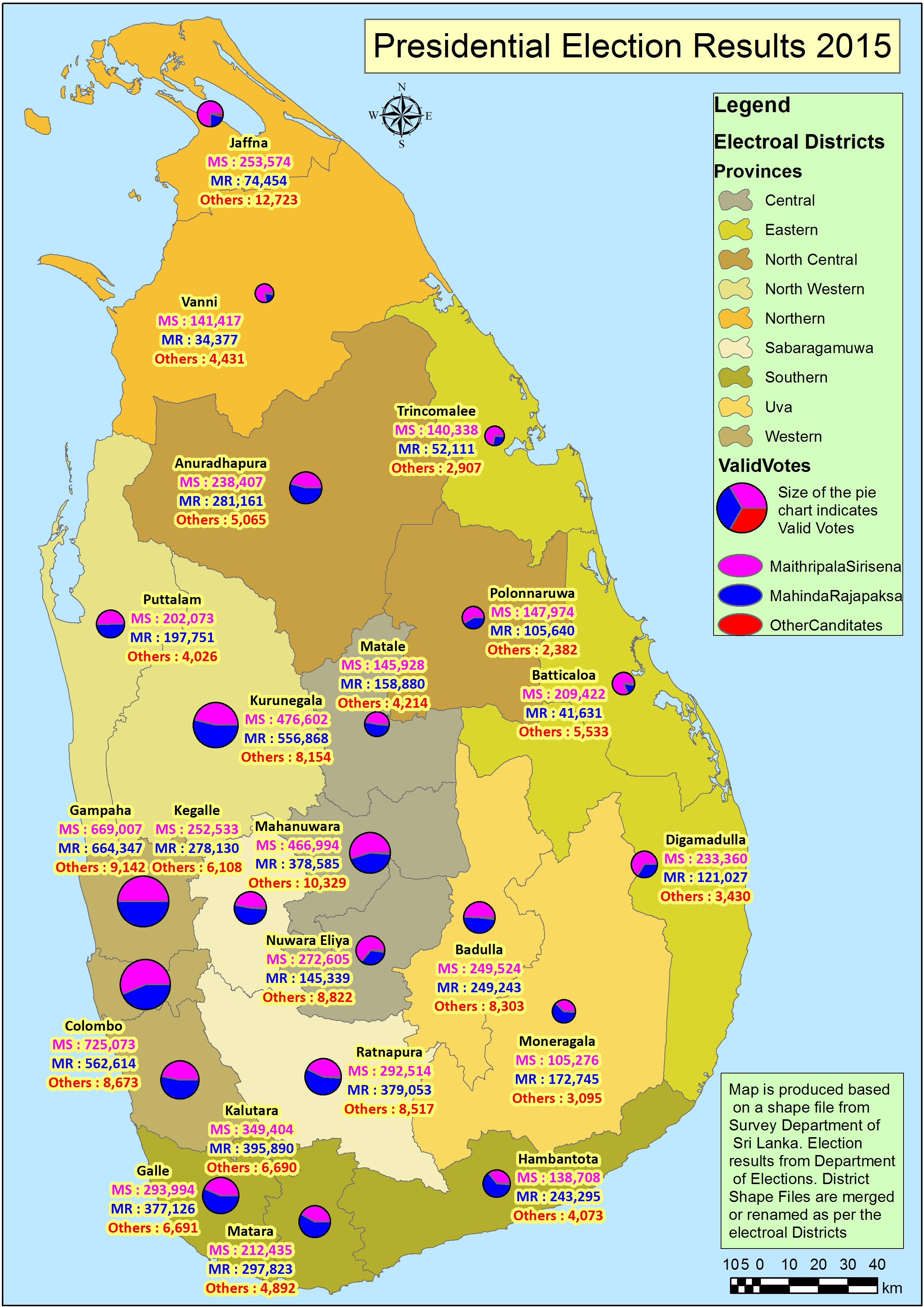